# Rock Elm (Wisconsin)
Rock Elm es un pueblo ubicado en el condado de Pierce en el estado estadounidense de Wisconsin. En el Censo de 2010 tenía una población de 485 habitantes y una densidad poblacional de 5,23 personas por km².

## Geografía
Rock Elm se encuentra ubicado en las coordenadas 44°43′17″N 92°11′54″O / 44.72139, -92.19833. Según la Oficina del Censo de los Estados Unidos, Rock Elm tiene una superficie total de 92.82 km², de la cual 92.67 km² corresponden a tierra firme y (0.16%) 0.15 km² es agua.

## Demografía
Según el censo de 2010, había 485 personas residiendo en Rock Elm. La densidad de población era de 5,23 hab./km². De los 485 habitantes, Rock Elm estaba compuesto por el 93.81% blancos, el 1.44% eran afroamericanos, el 0.62% eran amerindios, el 0.21% eran asiáticos, el 0% eran isleños del Pacífico, el 2.06% eran de otras razas y el 1.86% pertenecían a dos o más razas. Del total de la población el 2.68% eran hispanos o latinos de cualquier raza.